# Acanthogylippus judaicus
Genre
Espèce
Synonymes
- Gylippus judaicus Kraepelin, 1899

Acanthogylippus judaicus, unique représentant du genre Acanthogylippus, est une espèce de solifuges de la famille des Gylippidae.

## Distribution
Cette espèce est endémique d'Israël.

## Description
Le mâle holotype mesure 11 mm.
Le mâle décrit par Birula en 1913 mesure 21 mm et la femelle 24. mm.

## Publications originales
- Kraepelin, 1899 : Zur Systematik der Solifugen. Mitteilungen aus dem Naturhistorischen Museum in Hamburg, vol. 16, p. 195–259 (texte intégral).
- Birula, 1913 : Monographie der Solifugen-Gattung Gylippus Simon. Archives du Musée Zoologique de l’Université de Moscou, vol. 18, p. 317-400 (texte intégral).